# Клушино (Гагарінський район)
Клушино (рос. Клушино) — присілок Гагарінського району Смоленської області Росії. Входить до складу Гагарінського сільського поселення.
Населення — 400 осіб (2007 рік).

## Урбаноніми

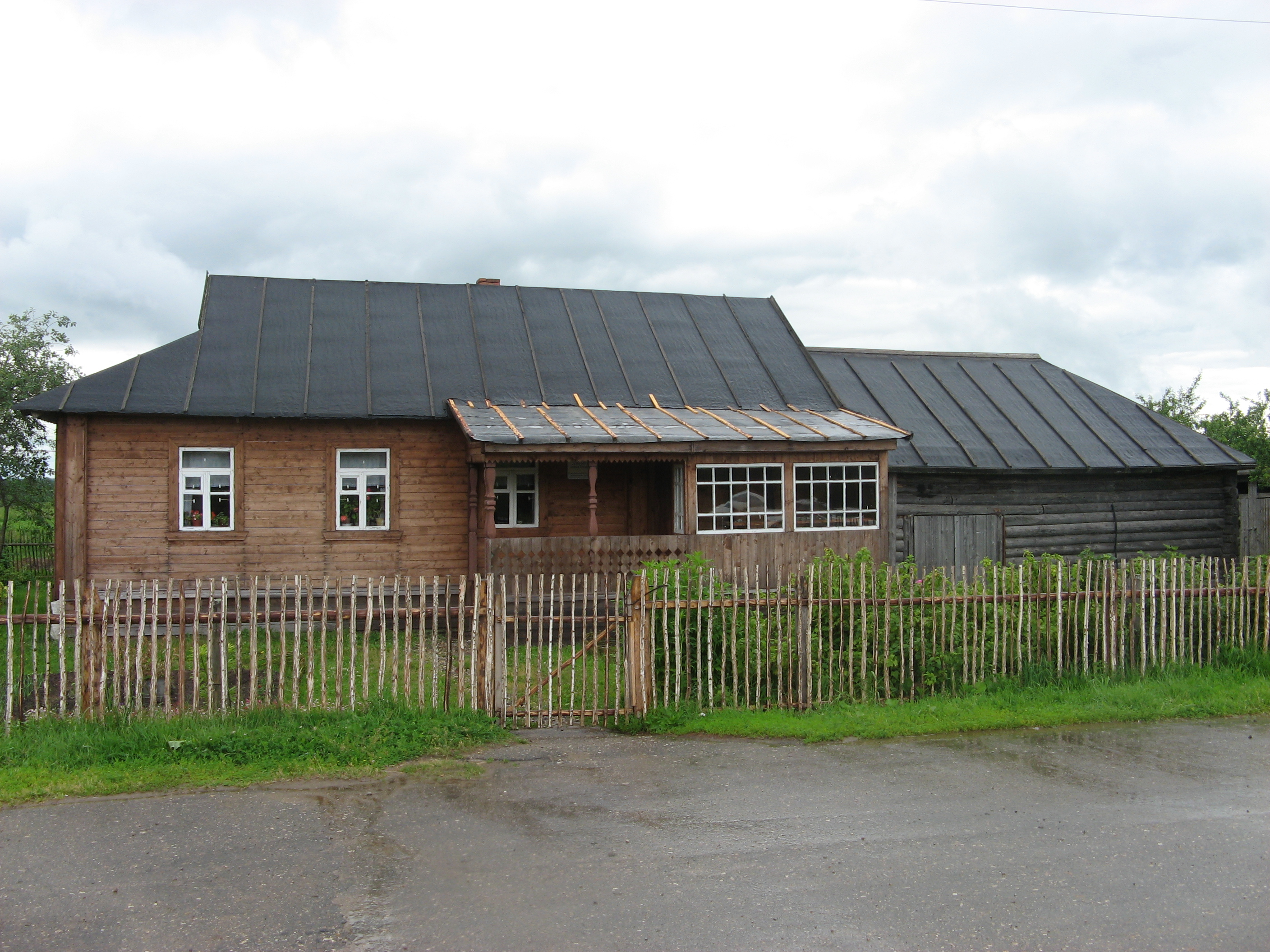
Садиба, у якій зростав Гагарін

У присілку є такі урбаноніми:
- вул Гагаріна
- вул Зарічна
- вул Зелена
- вул Молодіжна
- вул Набережна
- вул Смирновка
- вул Сушкіна

## Історія
4 липня 1610 року біля Клушино відбулась битва польського війська польного гетьмана коронного Станіслава Жолкевського з переважаючим московсько-шведським військом Дмитра Шуйського і Якоба Делагарді, яка завершилась повним розгромом московсько-шведських військ.

## Відомі уродженці
- У присілку народився перший космонавт Юрій Олексійович Гагарін.